# Christuskirche (Rostock)

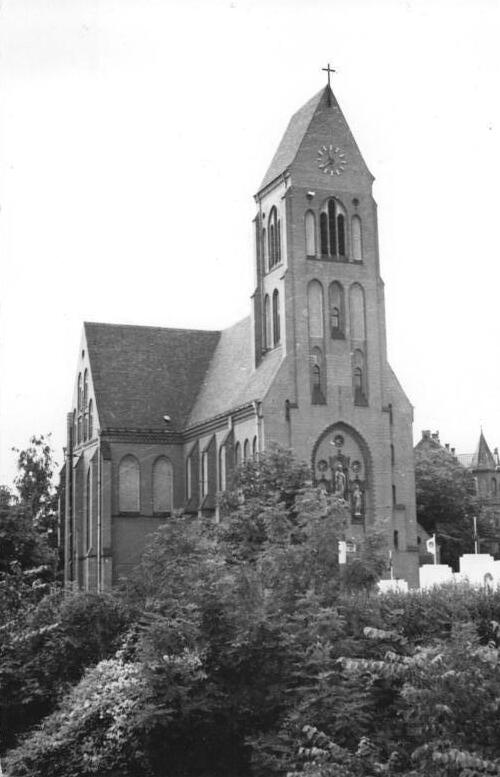
Christuskirche, 1953

Die Christuskirche war eine katholische Kirche am Schröderplatz in der Innenstadt von Rostock. Sie wurde 1909 geweiht und am 12. August 1971 aus offiziell stadtplanerischen Gründen gesprengt. Die umfangreichen Stadtumbaupläne waren jedoch am 12. November 1970 im Rat der Stadt Rostock intern gestoppt worden, da ihre Finanzierung nicht sichergestellt werden konnte.
Den gleichen Namen trägt die neue Christuskirche, die als Ersatz an anderer Stelle in einem Wohngebiet gebaut wurde.

## Erste Kirche 1909
Die alte Kirche wurde nach Plänen des Architekten Gotthilf Ludwig Möckel im neogotischen Stil am Schröderplatz errichtet und am 24. Oktober 1909 von Bischof Hubertus Voß dem Heiligsten Herzen Jesu geweiht. Das dann Christuskirche genannte Kirchengebäude war mit seinem 68 Meter hohen Turm die größte katholische Kirche Mecklenburgs. Pastor der Kirche war während des Baus und bis zu seiner Verhaftung in der Zeit des Nationalsozialismus und der anschließenden Ausweisung aus Mecklenburg 1940 Prälat Wilhelm Leffers. Bei amerikanischen Bombenangriffen am 11. April 1944 wurde die Kirche schwer beschädigt. Dabei starben acht Menschen, darunter Priester und Ordensfrauen, in der Kirche.
Die Kirche wurde zügig wieder aufgebaut, der Turm mit einem Notdach geschlossen. Die drei Glocken (d, e, fis) waren unversehrt geblieben.

„1947 erhielt die wiederaufgebaute Christuskirche an der spitzbogigen Triumphbogenwand von Irma Lang-Scheer ein kolossales Fresko „Das Jüngste Gericht“, das als eines der größten Fresken der letzten Zeit angesprochen werden darf und in der russischen Besatzungszone (jetzt DDR) Aufsehen erregte.“

Ein von ihr geschaffener Kreuzweg entstand später. Elisabeth Schnitzler verfasste dazu 1948 eine dreiseitige Beschreibung und Würdigung.
Am 15. Mai 1949 wurde die Kirche von Erzbischof Wilhelm Berning aus Osnabrück erneut geweiht. Einer Ende der 1960er Jahre geplanten Magistrale, die Gehlsdorf mit der Südstadt verbinden sollte, war das Kirchgebäude angeblich im Wege und es sollte deswegen abgerissen werden. Die alte Christuskirche, das Pfarrhaus, das Wohn- und Bürohaus und die sogenannte Notkirche mit Gemeindesaal wurden am 12. August 1971 gesprengt. 
Die großen Verkehrspläne, denen die Christuskirche geopfert wurde, wurden nur teilweise verwirklicht. Der Standort der Kirche blieb bis 2012 unbebaut. Das legt die Vermutung nahe, dass politische Gründe für die Sprengung und Beseitigung der Kirche entscheidend waren.
In unmittelbarer Nähe des alten Kirchenstandortes wurde am 22. Oktober 2009 ein Mahnmal eingeweiht. Seit Mitte 2012 steht auf dem ehemaligen Standort der Kirche ein Hotel. Zuvor waren die bis dahin noch vorhandenen Fundamente der Kirche freigelegt und dokumentiert worden.
Zitat

„Es ging diesen kommunistischen Machthabern letztlich nicht um den Baukörper Kirche bei dieser Sprengung, sondern man wollte den Glauben der Menschen aus ihren Herzen sprengen!“

## Zweite Kirche 1971

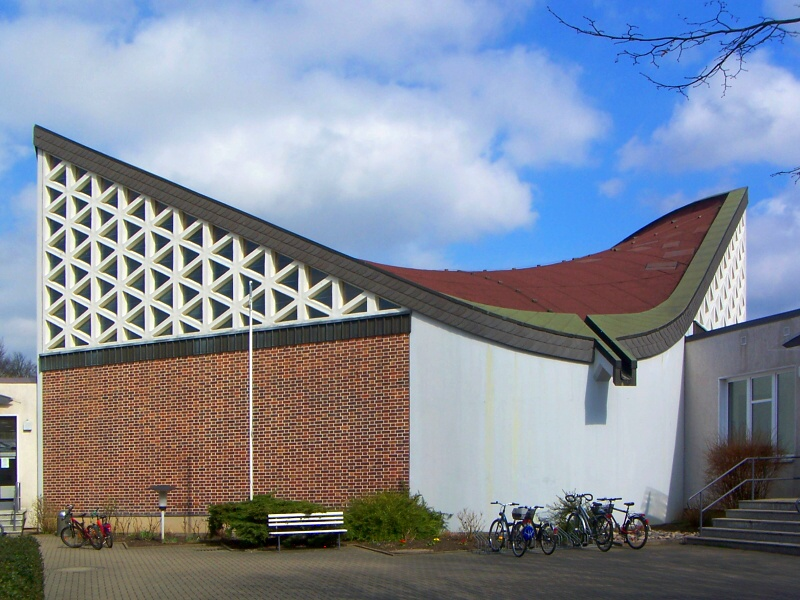
Neue Christuskirche

Nach langen Verhandlungen zwischen der katholischen Kirche und dem Rat der Stadt Rostock wurde nach dem Beschluss der Beseitigung der ersten Kirche ein Ersatzbau zugesagt, allerdings an einem nicht zentralen Platz. Dieser Bau wurde in einer Nebenstraße (Borenweg – Häktweg) südwestlich der Innenstadt vom Baukombinat Rostock in neunmonatiger Bauzeit errichtet. 
Die Baukosten betrugen mehr als vier Millionen DDR-Mark. Die katholische Kirche musste den Großteil dieser Kosten tragen: 3,5 Millionen D-Mark zahlte die katholische Kirche der Bundesrepublik Deutschland für Kupferlieferungen an das DDR-Unternehmen Intrac, daraufhin stellte die DDR für das Bauprojekt 3,5 Millionen DDR-Mark bereit (Ob die Gesamtsumme bzw. welche Teilsumme davon tatsächlich für diesen Kirchenbau verwendet wurde, ist nicht belegt. Diese Verfahrensweise diente wenige Jahre später als Finanzierungsmuster für die umfangreichen Kirchenbauprogramme in der DDR.) Hinzu kamen 725.000 DDR-Mark aus Spendenkollekten katholischer Kirchgemeinden in der DDR.
Die neue Christuskirche ist eine Hyparschalenkonstruktion von Ulrich Müther. Am 16. September 1970 erfolgte ihre Grundsteinlegung von Bischof Heinrich Theissing, und am 12. Juni 1971 wurde sie, ebenfalls von Bischof Heinrich Theissing, geweiht. An die Kirche schließt sich ein kreuzgangartiger Komplex von Gemeinderäumen an, die zum Innenhof hin mit Glaskunst bereichert sind. Das Ensemble steht unter Denkmalschutz.

## Glocken
Im Jahr der Kirchweihe goss die Glockengießerei Otto aus Hemelingen/Bremen drei Bronzeglocken (d′ – e′ – fis′) für die Rostocker Christuskirche. Pfarrer Leffers hatte sie bei Otto bestellt. Im Ersten Weltkrieg waren die beiden größeren Glocken eingeschmolzen worden. Als Ersatz bestellte Pfr. Leffers 1925 zwei neue Glocken (d′ – e′) bei Otto. Diese Glocken existieren heute noch und hängen neben der neuen Christuskirche in einem Glockenträger aus Beton.